# Sorex mccarthyi
{{#ifeq:0|0|{{#if:|{{#if:Sorexmccarthyi|[[]}}|}}}}
Sorex mccarthyi — вид ссавців з родини мідицевих (Soricidae). Це ендемік Гондурасу. Має коричневе хутро. Його природним середовищем існування є хмарні ліси, розташовані на висоті приблизно 2560 метрів над рівнем моря. Вид був названий на честь Тімоті Дж. Маккарті.